# Exelis approximaria
Exelis approximaria är en fjärilsart som beskrevs av Alpheus Spring Packard 1876. Exelis approximaria ingår i släktet Exelis och familjen mätare. Inga underarter finns listade i Catalogue of Life.